# Mariana Massiel
Mariana Massiel Pinto Cruz, (Santa Cruz de la Sierra, 14 de febrero de 1998), es una reconocida cantautora boliviana e ingeniera de sonido cuya música se distingue por fusionar elementos de la tradición local con un enfoque moderno, lo que la ha llevado a destacar como una figura prominente en la escena musical contemporánea de su país.
Influenciada por la rica herencia musical de Santa Cruz, Mariana busca reflejar la identidad cultural de su región sin descuidar sus raíces. Su estilo refleja una profunda inspiración en figuras destacadas del ámbito musical boliviano, entre ellas su principal referente y gran exponente, Gladys Moreno.

## Carrera artística
Desde temprana edad, mostró interés por la música, influenciada por un entorno familiar vinculado a las artes. Inició su trayectoria compartiendo versiones de canciones en redes sociales, lo que le permitió explorar su afinidad con la interpretación y, más adelante, con la composición.   En paralelo a su desarrollo artístico, cursó estudios en ingeniería de sonido en la Universidad Técnica Privada Cosmos (UNITEPC) de Santa Cruz,  donde se graduó como la primera mujer en obtener ese título en su ciudad.
En febrero de 2021, lanzó la canción 22, una composición de carácter autobiográfico en la que reflexiona sobre su proceso creativo, las emociones que la acompañan y sus motivaciones personales. El título alude a la edad que tenía al momento del lanzamiento y, según sus declaraciones, funcionaba como una carta de presentación para iniciar formalmente su carrera musical. La letra explora el vínculo entre escritura y vocación musical, rescatando el deseo de cantar desde la adolescencia sin depender de grandes escenarios para validar su trayectoria.
Meses después, en septiembre de 2021, Mariana lanzó el sencillo Lunita Camba, una canción que fusiona elementos contemporáneos con referencias sutiles a la música tradicional cruceña. Inspirada por la canción homónima de Percy Ávila, que inmortalizó la inolvidable Gladys Moreno, la letra de Lunita Camba hace alusión a personajes icónicos y partes destacadas de la cultura cruceña, resaltando así la riqueza cultural e histórica de la región a través de un rap con aires de bolero.
Ese mismo año, el 9 de octubre de 2021, en conmemoración al Día de la Mujer Boliviana, se llevó a cabo el Festival de Música con M de Mujer en el Teatro Meraki, una celebración musical que destacó por la participación de la cantautora cruceña Mariana Massiel, así como de otros artistas como Las Majas, Lu de la Tower, Vaccix y Viudita Moderna.
En el segundo trimestre de 2022, Mariana estrenó la canción El día llegará, una obra que se inspira tanto en su historia personal como en la de otros músicos emergentes bolivianos que persiguen el sueño de alcanzar el éxito en la industria musical. Esta composición, que fusiona elementos de rap y balada, es una creación conjunta de Mariana y Gustavo Pinto.

## Sencillos
- 2018: Lies
- 2019: No miro atrás
- 2021: 22
- 2021: Lunita Camba
- 2022: El día llegará
- 2023: Imagina
- 2023: Despedida
- 2023: El amor es para siempre (con Claudia Arce)
- 2023: Diciembre
- 2024: Tímida
- 2024: El negocito
- 2025: Protagonista

## Premios y nominaciones

### Bolivia Music Awards
| Año  | Categoría          | Trabajo    | Resultado | Ref.   |
| ---- | ------------------ | ---------- | --------- | ------ |
| 2022 | Artista Revelación | Ella misma | Nominada  | [ 8 ]  |
| 2023 | Mejor Artista Pop  | Ella misma | Nominada  | [ 9 ]  |
| 2024 | Mejor Artista Pop  | Ella misma | Nominada  | [ 10 ] |